# اندیس آنومالی کوه بزرگ
آنومالی کوه بزرگ یک اندیس فلزی است که در حوالی شهر چهار فرسخ استان خراسان قرار دارد و مادهٔ معدنی موجود در آن، طلا است.  